# Diócesis de Palmira
La diócesis de Palmira (en latín: Dioecesis Palmirana) es una circunscripción eclesiástica de la Iglesia católica en Colombia. Se trata de una diócesis latina, sufragánea de la arquidiócesis de Cali. Desde el 31 de mayo de 2024 su obispo es Rodrigo Gallego Trujillo.

## Territorio y organización
La diócesis tiene 4976 km² y extiende su jurisdicción sobre los fieles católicos de rito latino residentes en 10 municipios del departamento de Valle del Cauca: Candelaria, El Cerrito, Florida, Ginebra, Palmira, y Pradera, localizados en la margen oriental del río Cauca; y Darién, Restrepo, Vijes y Yotoco.
La sede de la diócesis se encuentra en la ciudad de Palmira, en donde se halla la Catedral de Nuestra Señora del Rosario del Palmar.
En 2021 en la diócesis existían 49 parroquias agrupadas en 6 vicarías foráneas: Nuestra Señora del Rosario del Palmar, Cristo Resucitado, La Santísima Trinidad, Nuestra Señora de la Candelaria, Nuestra Señora de Chiquinquirá y San Juan María Vianey:
Vicaría de Nuestra Señora del Rosario del Palmar
- Nuestra Señora del Rosario del Palmar. Municipio de Palmira, Catedral
- San Vicente de Paúl. Municipio de Palmira
- Nuestra Señora de Lourdes. Municipio de Palmira
- Espíritu Santo. Municipio de Palmira
- Nuestra Señora de la Asunción. Municipio de Palmira
- La Inmaculada Concepción. Corregimiento de Guanabanal del municipio de Palmira
- San Isidro Labrador. Corregimiento de El Bolo del municipio de Palmira

Vicaría de Cristo Resucitado
- Santa Teresita. Municipio de Palmira
- Cristo Resucitado. Municipio de Palmira
- San Judas Tadeo. Municipio de Palmira
- Nuestra Señora de las Mercedes. Municipio de Palmira
- San Miguel Arcángel. Municipio de Palmira
- Corpus Christi. Corregimiento de Potrerillo del municipio de Palmira
- Nuestra Señora del Carmen. Corregimiento de Rozo del municipio de Palmira
- Santa Laura Montoya. Municipio de Palmira
- Cristo Sacerdote. Municipio Palmira
- Nuestra Señora de la Anunciación. Municipio Palmira

Vicaría de la Santísima Trinidad
- San Juan Pablo II. Municipio de Palmira
- La Milagrosa. Municipio Palmira
- San Pedro y San Pablo. Municipio de Palmira
- María Auxiliadora. Municipio de Palmira
- Nuestra Señora de Fátima. Municipio de Palmira
- San Cayetano. Municipio de Palmira
- Santísima Trinidad. Municipio de Palmira
- Sagrada Familia. Municipio de Palmira
- María Auxiliadora. Corregimiento de La Buitrera del municipio de Palmira
- Santa Rita de Casia. Municipio de Palmira

Vicaría de Nuestra Señora de la Candelaria
- San Antonio de Padua. Municipio de Florida
- Nuestra Señora de la Candelaria. Municipio de Candelaria
- La Inmaculada Concepción. Municipio de Pradera
- Nuestra Señora de las Lajas. Municipio de Florida
- Señor de los Milagros. Municipio de Florida
- La Santa Cruz. Municipio de Pradera
- San Antonio de Padua. Corregimiento de San Antonio de los Caballeros del municipio de Florida
- Santa Ana. Corregimiento del Cabuyal del municipio de Candelaria
- La Inmaculada Concepción. Corregimiento de Villagorgona del municipio de Candelaria
- Nuestra Señora del Carmen. Corregimiento del Carmelo del municipio de Candelaria
- San José. Corregimiento del Poblado Campestre del Municipio de Candelaria
- Cristo Rey y Nuestra Señora de los Dolores. Corregimiento de Juanchito y Ciudad del Campo de los municipio de Candelaria y Palmira

Vicaría de Nuestra Señora de Chiquinquira
- Nuestra Señora de Chiquinquirá. Municipio de El Cerrito
- Nuestra Señora del Rosario. Municipio de Ginebra
- Sagrado Corazón de Jesús. Corregimientos de Amaime y El Placer de los municipios de Palmira y El Cerrito
- Señor de la Divina Misericordia. Municipio de El Cerrito
- Nuestra Señora del Perpetuo Socorro. Municipio de El Cerrito
- San Pedro Apóstol. Corregimiento de Santa Elena del municipio de El Cerrito
- San Andrés Apóstol. Corregimiento de Costa Rica del municipio de Ginebra
- Nuestra Señora del Rosario. Municipio de El Cerrito
- Nuestra Señora de Fátima. Corregimiento de Tenerife del municipio de El Cerrito

Vicaría de San Juan María Vianey
- Nuestra Señora del Rosario. Municipio de Vijes
- La Inmaculada Concepción. Municipio de Yotoco
- Nuestra Señora del Carmen. Municipio de Restrepo
- Nuestra Señora del Perpetuo Socorro. Municipio de Calima-Darién

## Historia
La diócesis fue erigida el 17 de diciembre de 1952 mediante la bula Romanorum partes del papa Pío XII, obteniendo el territorio de la diócesis de Cali (hoy arquidiócesis) y de la arquidiócesis de Popayán, de la que originalmente era sufragánea. Como primer obispo fue nombrado Jesús Antonio Castro Becerra, quien se posesionó el 5 de marzo de 1953. 
El 20 de junio de 1964 pasó a formar parte de la provincia eclesiástica de la arquidiócesis de Cali.
El 29 de junio de 1966 cedió una porción de su territorio para la erección de la diócesis de Buga y al mismo tiempo adquirió algunos municipios que pertenecían a la arquidiócesis de Cali, mediante la bula Apostolico muneri del papa Pablo VI.
El 20 de agosto de 1983 Castro Becerra se retiró del gobierno pastoral por llegar a la edad canónica, fue sucedido por José Mario Escobar Serna, quien fungía como obispo coadjutor de Palmira con derecho a sucesión. 
Escobar Serna gobernó hasta el 13 de octubre de 2000, posteriormente el 9 de abril de 2001 Orlando Antonio Corrales García fue nombrado obispo de Palmira, quien luego fue nombrado arzobispo de Santa Fe de Antioquia el 12 de enero de 2007.
El 2 de febrero de 2007 Abraham Escudero Montoya fue nombrado obispo de Palmira, cargo que ocupó hasta su fallecimiento el 6 de noviembre de 2009. 
El 24 de mayo de 2010 el papa Benedicto XVI nombró a Edgar de Jesús García Gil como obispo de Palmira, quien fue el titular hasta el 31 de mayo de 2024 y luego administrador apostólico de la diócesis.
El 31 de mayo de 2024 fue nombrado obispo Rodrigo Gallego Trujillo, quien tomó posesión de la diócesis el 17 de agosto.

## Estadísticas
Según el Anuario Pontificio 2022 la diócesis tenía a fines de 2021 un total de 795 000 fieles bautizados.
| Año                                                                             | Población            | Población | Población      | Sacerdotes | Sacerdotes    | Sacerdotes    | Bautizados por sacerdote | Diáconos permanentes | Religiosos | Religiosos | Parroquias |
| Año                                                                             | Bautizados católicos | Total     | % de católicos | Total      | Clero secular | Clero regular | Bautizados por sacerdote | Diáconos permanentes | Varones    | Mujeres    | Parroquias |
| ------------------------------------------------------------------------------- | -------------------- | --------- | -------------- | ---------- | ------------- | ------------- | ------------------------ | -------------------- | ---------- | ---------- | ---------- |
| 1966                                                                            | 520 000              | 531 000   | 97.9           | 118        | 72            | 46            | 4406                     |                      | 75         | 326        | 37         |
| 1970                                                                            | 285 000              | ?         | ?              | 55         | 40            | 15            | 5181                     |                      | 37         | 244        | 27         |
| 1976                                                                            | 310 000              | 325 000   | 95.4           | 54         | 46            | 8             | 5740                     |                      | 27         | 137        | 30         |
| 1980                                                                            | 327 000              | 368 000   | 88.9           | 53         | 43            | 10            | 6169                     |                      | 29         | 122        | 29         |
| 1990                                                                            | 584 000              | 651 000   | 89.7           | 54         | 46            | 8             | 10 814                   |                      | 13         | 221        | 39         |
| 1999                                                                            | 920 000              | 976 000   | 94.3           | 59         | 50            | 9             | 15 593                   |                      | 12         | 215        | 39         |
| 2000                                                                            | 600 000              | 650 000   | 92.3           | 57         | 48            | 9             | 10 526                   | 1                    | 15         | 216        | 39         |
| 2001                                                                            | 600 000              | 650 000   | 92.3           | 66         | 57            | 9             | 9090                     | 1                    | 15         | 217        | 41         |
| 2002                                                                            | 600 000              | 650 000   | 92.3           | 68         | 56            | 12            | 8823                     |                      | 18         | 216        | 41         |
| 2003                                                                            | 600 000              | 650 000   | 92.3           | 62         | 50            | 12            | 9677                     |                      | 18         | 217        | 43         |
| 2004                                                                            | 600 000              | 700 000   | 85.7           | 62         | 50            | 12            | 9677                     |                      | 18         | 217        | 43         |
| 2013                                                                            | 713 000              | 790 000   | 90.3           | 83         | 74            | 9             | 8590                     | 1                    | 16         | 210        | 47         |
| 2016                                                                            | 737 275              | 817 171   | 90.2           | 80         | 73            | 7             | 9215                     |                      | 17         | 204        | 48         |
| 2019                                                                            | 762 200              | 848 500   | 89.8           | 82         | 75            | 7             | 9295                     |                      | 19         | 192        | 49         |
| 2021                                                                            | 795 000              | 885 600   | 89.8           | 86         | 78            | 8             | 9244                     | 6                    | 13         | 201        | 49         |
| Fuente: Catholic-Hierarchy, que a su vez toma los datos del Anuario Pontificio. |                      |           |                |            |               |               |                          |                      |            |            |            |

## Episcopologio
- Jesús Antonio Castro Becerra † (18 de diciembre de 1952-20 de agosto de 1983 retirado)
- José Mario Escobar Serna † (20 de agosto de 1983 por sucesión-13 de octubre de 2000 renunció)
- Orlando Antonio Corrales García (9 de abril de 2001-12 de enero de 2007 nombrado arzobispo de Santa Fe de Antioquia)
- Abraham Escudero Montoya † (2 de febrero de 2007-6 de noviembre de 2009 falleció)
- Edgar de Jesús García Gil (24 de mayo de 2010-31 de mayo de 2024 retirado)
- Rodrigo Gallego Trujillo, desde el 31 de mayo de 2024